# Un hombre llamado Flor de Otoño
Un hombre llamado Flor de Otoño és una pel·lícula espanyola que es va estrenar el 25 de setembre de 1978, dirigida per Pedro Olea Retolaza i protagonitzada per José Sacristán. El guió està basat en la peça de teatre Flor de Otoño de José María Rodríguez Méndez.
És una de les primeres pel·lícules a abordar l'homosexualitat a l'Espanya de la transició. Narra un intent d'atemptat contra Primo de Rivera, en una visita a la Barcelona dels anys 1920, per part d'un grup d'esquerrans liderat per un advocat laboralista gai. En el cartell inicial de la pel·lícula s'afirma que està basada en fets reals i que s'han canviat els noms d'alguns personatges.

## Argument
Lluís Serracant porta una doble vida. Pel dia és un advocat, membre d'una influent família de la burgesia catalana que viu amb la seva mare vídua, i a la nit treballa com a cantant transformista en un cabaret amb el nom artístic de Flor de Otoño. A més, té un promès anarquista amb el qual comparteix idees a més del llit.
Lluís decideix juntament amb el seu nuvi i un altre amic dur a terme un atemptat contra el tren en el qual viatjarà el dictador Primo de Rivera. El pla era d'un client i camarada seu que no pot executar-lo per estar empresonat. Roben explosius d'un polvorí i esperen el moment oportú per col·locar-los i fer saltar un pont al pas del tren.
Mentrestant, és assassinat un dels cantants del cabaret i Ermengol, la parella del mort, pensa que l'assassí ha estat Lluís perquè havien discutit el dia anterior i el finat l'havia amenaçat, per la qual raó li dona una pallissa i revela a la mare de Lluís la seva condició d'homosexual i transvestit. Lluís, en venjança, organitza un atracament a una farmàcia i ordeix un pla per inculpar Ermengol. Quan aquest últim es veu perdut davant la policia, denuncia les activitats anarquistes de Serracant el que provoca el seu seguiment policial i acaba amb tots els plans.

## Comentaris
La pel·lícula destaca per ser una de les primeres a Espanya en les quals el paper protagonista és un homosexual i a més aquest no és un personatge frívol ni un bufó, com s'acostumava a representar els personatges gais les poques vegades que apareixien.
José Sacristán, i els guionistes, demostren amb sensibilitat en la seva última escena com es pot fer una declaració d'homosexualitat sense dir ni una sola paraula.

## Producció i premis
Després de molt temps de censura, en aquest any es van estrenar a Espanya, a més d'aquesta, dues altres pel·lícules més amb tema homosexual. Uns mesos abans s'havia estrenat la pel·lícula documental Ocaña, retrat intermitent i un mes després s'estrenà El diputado, on José Sacristán interpretava un altre personatge homosexual.
En la pel·lícula van col·laborar amb petits papers personatges coneguts de l'ambient gai madrileny i barceloní del moment, entre els quals destaquen el famós transformista Paco España i el llavors futur director de cinema Pedro Almodóvar.
Per la seva interpretació en Un hombre llamado Flor de Otoño José Sacristán va guanyar el premi al millor actor del Festival de Cinema de Sant Sebastià de 1978 i el premi Sant Jordi al millor actor nacional de 1979.